# Ішгль
Ішгль (нім. Ischgl) — громада округу Ландек у землі Тіроль, Австрія.
Ішгль лежить на висоті 1377 м над рівнем моря і займає площу 103,3 км². Громада налічує 1596 мешканців.
Густота населення 15 осіб/км².
|                                |
| Ішгль на мапі округу та землі. |

 Адреса управління громади: Eggerweg 4, 6561 Ischgl.

## Галерея

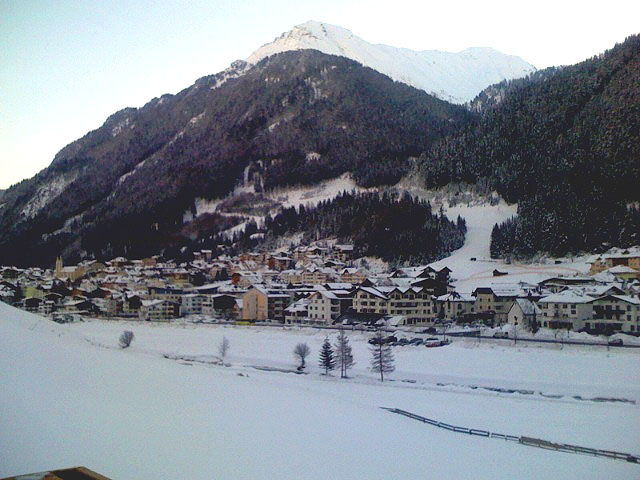
Ішгль на тлі гори Мадляйнкогель
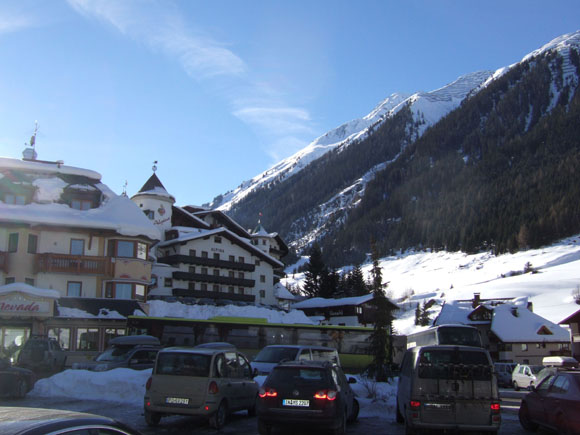
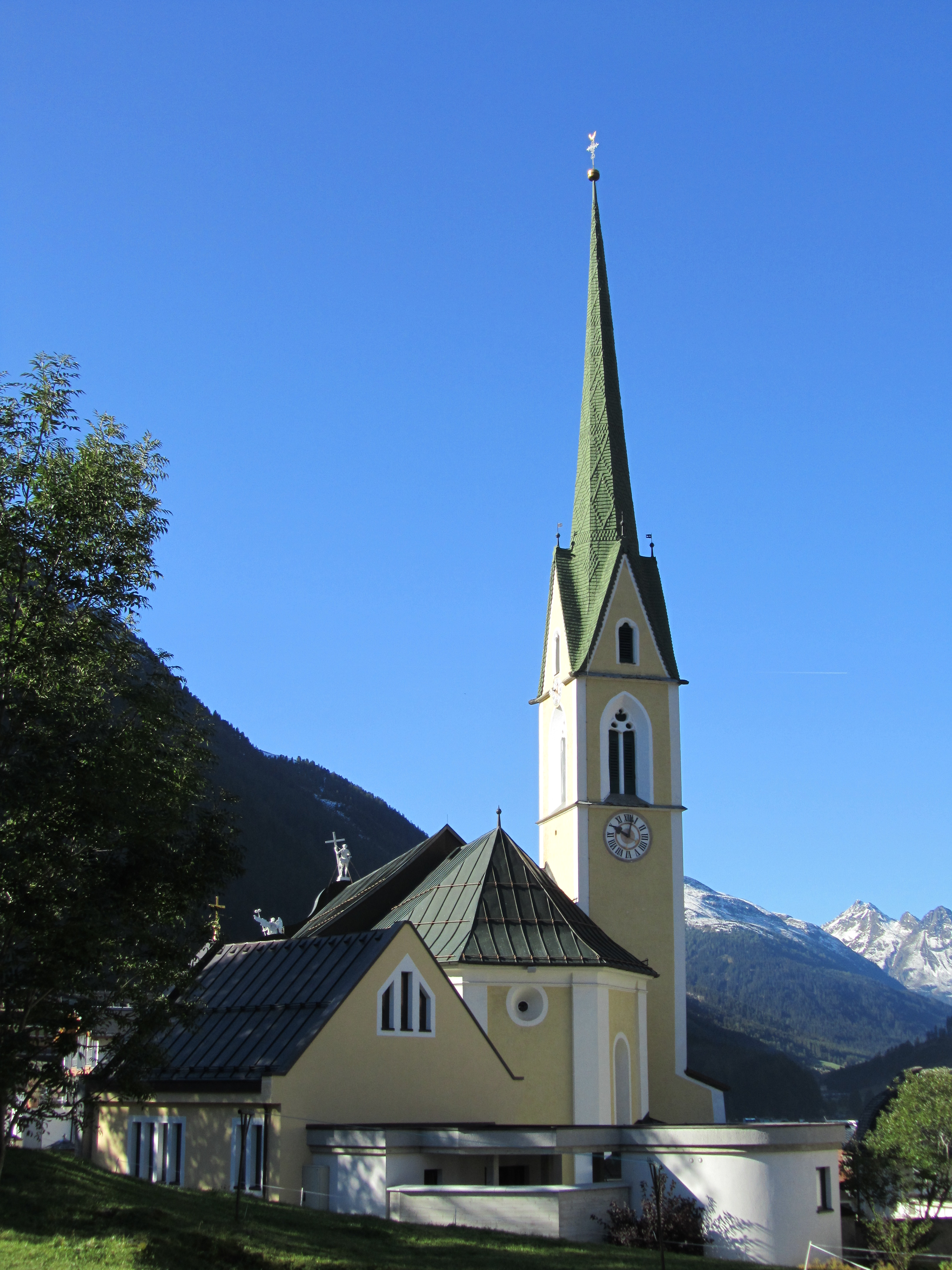
Церква святого Миколая